# Orquesta Sinfónica de Minería
L'Orquesta Sinfónica de Minería è un'orchestra fondata nel 1978 da un gruppo di laureati della Facoltà di Ingegneria dell'Università nazionale autonoma del Messico. Il suo nome deriva dal Palacio de Minería (Palazzo Minerario), che era la sede di detta facoltà prima di trasformarsi in un luogo di cultura. L'Orquesta nel 2010 ha avuto una nomination insieme a Philippe Quint per un Grammy Award per la migliore interpretazione strumentale solista con orchestra per la sua esecuzione del Concerto per violino e orchestra in Re maggiore, op. 35 di Korngold sotto la direzione di Carlos Miguel Prieto.

## Direttori titolari
A gennaio 2017 i direttori della OSM sono stati:
- 1978 - 1984: Jorge Velasco (fondatore)
- 1985 - 1995: Luis Herrera de la Fuente

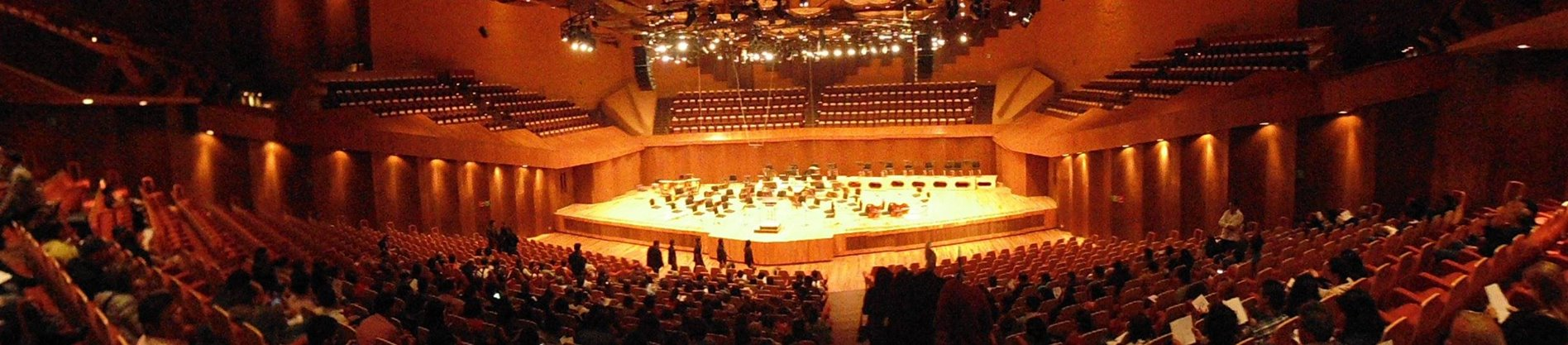
Musica nella Sala Nezahualcóyotl

- 1996 - 2003: Jorge Velasco
- 2004 - 2005: Carlos Spierer
- 2006 - : Carlos Miguel Prieto

### Spettacoli selezionati
- 25 agosto 2011 - Concerto per l'Anno internazionale della chimica, Sala Nezahualcóyotl[5]
- 12 aprile 2015 - Chiusura del XXXI Festival del Centro Storico di Città del Messico, per commemorare il 750º anniversario della nascita di Dante Alighieri e il 150º anniversario della nascita di Carl Nielsen.[6]
- 17 giugno 2015 - Concerto per il 150º anniversario della nascita di Jean Sibelius.[7]